# Llista de zones humides del País Valencià
Llista de les zones humides del País Valencià incloses en el Catàleg de Zones Humides de la Comunitat Valenciana (CZHCV).
Les zones humides tenen un règim de protecció específic previst en la Llei 11/1994 d'Espais Naturals Protegits de la Comunitat Valenciana.
A nivell internacional, hi ha set zones humides inscrites en el Conveni de Ramsar.
A nivell comunitari, integrant la Xarxa Natura 2000, nou aiguamolls estan protegits com a Zona d'especial protecció per a les aus (ZEPA), 
i d'altres zones amb ecosistemes protegides com a Lloc d'Importància Comunitària (LIC).

## Província de Castelló
| Nom                                | Protecció                                                             | Tipus                                            | Extensió (ha) | Localització | Codi     | Imatge |
| ---------------------------------- | --------------------------------------------------------------------- | ------------------------------------------------ | ------------- | --- | -------- | --- |
| Marjal de Peníscola                | LIC                                                                   | Albuferes, marjals litorals i ambients associats | 101,34        | Peníscola 40° 22′ 15″ N, 0° 23′ 59″ E / 40.3708°N,0.3997°E                                                       | CZHCV-1  | {{ca\|Marjal de Peníscola}} · {{WLE-AD-ES\|CZHCV-1}} · {{Object location dec\|40.3708\|0.3997\|region:ES-VC_type:waterbody_dim:2500_source:cawiki}} · [[Categoria:Marjal de Peníscola]]                                                                  |
| Parc natural del Prat de Cabanes   | RAMSAR, parc natural, LIC, ZEPA                                       | Albuferes, marjals litorals i ambients associats | 865,06        | Cabanes i Torreblanca 40° 10′ 16″ N, 0° 10′ 59″ E / 40.171°N,0.183°E                                             | CZHCV-2  | {{ca\|Parc natural del Prat de Cabanes (Plana Alta)}} · {{WLE-AD-ES\|CZHCV-2}} · {{Object location dec\|40.171\|0.183\|region:ES-VC_type:waterbody_dim:8000_source:cawiki}} · [[Categoria:Prat de Cabanes-Torreblanca]]                                  |
| Marjal de Nules-Borriana           | LIC                                                                   | Albuferes, marjals litorals i ambients associats | 528,75        | Nules i Borriana 39° 50′ 20″ N, 0° 06′ 50″ O / 39.839°N,0.114°O                                                  | CZHCV-3  | {{ca\|Marjal de Nules-Borriana}} · {{WLE-AD-ES\|CZHCV-3}} · {{Object location dec\|39.839\|-0.114\|region:ES-VC_type:waterbody_dim:6000_source:cawiki}} · [[Categoria:L'Estany de Nules]]                                                                |
| Marjal i Estany d'Almenara         | LIC, ZEPA                                                             | Albuferes, marjals litorals i ambients associats | 1.486,72      | Moncofa, Xilxes, Almenara, la Llosa, Quartell, Benavites i Sagunt 39° 44′ 38″ N, 0° 11′ 28″ O / 39.744°N,0.191°O | CZHCV-4  | {{ca\|Marjal i Estany d'Almenara}} · {{WLE-AD-ES\|CZHCV-4}} · {{Object location dec\|39.744\|-0.191\|region:ES-VC_type:waterbody_dim:10000_source:cawiki}} · [[Categoria:Marjal i estanys d'Almenara]]                                                   |
| Desembocadura del riu de la Sénia  | Bé de rellevància local                                               | Ambients fluvials i litorals associats           | 5,44          | Vinaròs 40° 31′ 25″ N, 0° 30′ 35″ E / 40.52367°N,0.50985°E                                                       | CZHCV-15 | {{ca\|Zona humida de la desembocadura del riu de la Sénia (Vinaròs)}} · {{WLE-AD-ES\|CZHCV-15}} · {{Object location dec\|40.52367\|0.50985\|region:ES-VC_type:waterbody_dim:800_source:cawiki}} · [[Categoria:Mouth of Sénia]]                           |
| Desembocadura del riu de les Coves |                                                                       | Ambients fluvials i litorals associats           | 19,49         | Alcalà de Xivert Capicorb 40° 12′ 38″ N, 0° 15′ 39″ E / 40.2105°N,0.2608°E                                       | CZHCV-16 | {{ca\|Zona humida de la desembocadura del riu de les Coves (Alcalà de Xivert)}} · {{WLE-AD-ES\|CZHCV-16}} · {{Object location dec\|40.2105\|0.2608\|region:ES-VC_type:waterbody_dim:900_source:cawiki}} · [[Categoria:Wetlands of the Land of Valencia]] |
| Desembocadura del Millars          | Paisatge protegit, LIC, ZEPA                                          | Ambients fluvials i litorals associats           | 321,45        | Almassora, Borriana, Vila-real 39° 55′ 36″ N, 0° 02′ 52″ O / 39.9266°N,0.0479°O                                  | CZHCV-17 | {{ca\|Zona humida de la desembocadura del Millars}} · {{WLE-AD-ES\|CZHCV-17}} · {{Object location dec\|39.9266\|-0.0479\|region:ES-VC_type:waterbody_dim:7000_source:cawiki}} · [[Categoria:Les Goles del Millars]]                                      |
| Clot de la Mare de Déu             | Paratge natural municipal                                             | Ambients fluvials i litorals associats           | 8,05          | Borriana Riu Anna 39° 52′ 47″ N, 0° 03′ 33″ O / 39.87983°N,0.05907°O                                             | CZHCV-18 | {{ca\|Clot de la Mare de Déu (Borriana)}} · {{WLE-AD-ES\|CZHCV-18}} · {{Object location dec\|39.87983\|-0.05907\|region:ES-VC_type:waterbody_dim:1200_source:cawiki}} · [[Categoria:Wetlands of the Land of Valencia]]                                   |
| Devesa de Soneixa                  | Paratge natural municipal, microreserva de flora, ZEPA Serra d'Espadà | Llacunes i aiguamolls d'interior                 | 2,48          | Soneixa 39° 48′ 56″ N, 0° 19′ 39″ O / 39.8155°N,0.3275°O                                                         | CZHCV-31 | {{ca\|Devesa de Soneixa}} · {{WLE-AD-ES\|CZHCV-31}} · {{Object location dec\|39.8155\|-0.3275\|region:ES-VC_type:waterbody_dim:220_source:cawiki}} · [[Categoria:La Dehesa (Soneja)]]                                                                    |
| Llacunes de Sogorb                 |                                                                       | Llacunes i aiguamolls d'interior                 | 15,18         | Sogorb 39° 47′ 50″ N, 0° 28′ 26″ O / 39.7973°N,0.4740°O                                                          | CZHCV-32 | {{ca\|Llacunes de Sogorb}} · {{WLE-AD-ES\|CZHCV-32}} · {{Object location dec\|39.7973\|-0.4740\|region:ES-VC_type:waterbody_dim:5200_source:cawiki}} · [[Categoria:Wetlands of the Land of Valencia]]                                                    |
| Bassa de Xóvar                     | Parc natural, LIC i ZEPA Serra d'Espadà                               | Embassament de fluctuació escassa                | 1,5           | Xóvar 39° 51′ 05″ N, 0° 18′ 53″ O / 39.85145°N,0.31486°O                                                         | CZHCV-41 | {{ca\|Bassa de Xóvar}} · {{WLE-AD-ES\|CZHCV-41}} · {{Object location dec\|39.85145\|-0.31486\|region:ES-VC_type:waterbody_dim:285_source:cawiki}} · [[Categoria:Wetlands of the Land of Valencia]]                                                       |

## Província de València
| Nom                                         | Protecció                                                                         | Tipus                                            | Extensió (ha) | Localització | Codi     | Imatge |
| ------------------------------------------- | --------------------------------------------------------------------------------- | ------------------------------------------------ | ------------- | --- | -------- | --- |
| Marjal dels Moros                           | LIC, ZEPA                                                                         | Albuferes, marjals litorals i ambients associats | 620,46        | Sagunt i Puçol 39° 37′ 41″ N, 0° 15′ 32″ O / 39.628°N,0.259°O                                                                                 | CZHCV-5  | {{ca\|Marjal dels Moros (Sagunt, Puçol)}} · {{WLE-AD-ES\|CZHCV-5}} · {{Object location dec\|39.628\|-0.259\|region:ES-VC_type:waterbody_dim:4600_source:cawiki}} · [[Categoria:Marjal dels Moros]]                                                        |
| Marjal de Rafalell i Vistabella             |                                                                                   | Albuferes, marjals litorals i ambients associats | 102,92        | València i Massamagrell 39° 33′ 23″ N, 0° 17′ 40″ O / 39.5565°N,0.2945°O                                                                      | CZHCV-6  | {{ca\|Marjal de Rafalell i Vistabella}} · {{WLE-AD-ES\|CZHCV-6}} · {{Object location dec\|39.5565\|-0.2945\|region:ES-VC_type:waterbody_dim:1500_source:cawiki}} · [[Categoria:Marjal de Rafalell i Vistabella]]                                          |
| Parc Natural de l'Albufera                  | RAMSAR, parc natural, LIC, ZEPA                                                   | Albuferes, marjals litorals i ambients associats | 21.008,40     | València, Horta Sud, Ribera Alta, Ribera Baixa 39° 17′ 35″ N, 0° 20′ 02″ O / 39.293°N,0.334°O                                                 | CZHCV-7  | {{ca\|Parc Natural de l'Albufera de València}} · {{WLE-AD-ES\|CZHCV-7}} · {{Object location dec\|39.293\|-0.334\|region:ES-VC_type:waterbody_dim:28000_source:cawiki}} · [[Categoria:Parc Natural de l'Albufera]]                                         |
| Marjal i Estany de la Ribera Sur del Xúquer |                                                                                   | Albuferes, marjals litorals i ambients associats | 3.439,19      | Alzira, Polinyà de Xúquer, Riola, Fortaleny, Llaurí, Favara, Cullera, Tavernes de la Valldigna 39° 09′ 07″ N, 0° 17′ 49″ O / 39.152°N,0.297°O | CZHCV-8  | {{ca\|Marjal i Estany de la Ribera Sur del Xúquer}} · {{WLE-AD-ES\|CZHCV-8}} · {{Object location dec\|39.152\|-0.297\|region:ES-VC_type:waterbody_dim:18000_source:cawiki}} · [[Categoria:Wetlands of the Land of Valencia]]                              |
| Marjal de la Safor                          | LIC, ZEPA                                                                         | Albuferes, marjals litorals i ambients associats | 1.225,34      | Tavernes de la Valldigna, Xeraco, Xeresa i Gandia 39° 01′ 59″ N, 0° 12′ 11″ O / 39.033°N,0.203°O                                              | CZHCV-9  | {{ca\|Marjal de la Safor}} · {{WLE-AD-ES\|CZHCV-9}} · {{Object location dec\|39.033\|-0.203\|region:ES-VC_type:waterbody_dim:8500_source:cawiki}} · [[Categoria:Marjal de la Safor]]                                                                      |
| Desembocadura i front litoral del Xúquer    | LIC Curs mig i baix del Xúquer                                                    | Ambients fluvials i litorals associats           | 46,09         | Cullera 39° 09′ 41″ N, 0° 15′ 21″ O / 39.16141°N,0.25591°O                                                                                    | CZHCV-19 | {{ca\|Zona humida de la desembocadura i front litoral del Xúquer (Cullera)}} · {{WLE-AD-ES\|CZHCV-19}} · {{Object location dec\|39.16141\|-0.25591\|region:ES-VC_type:waterbody_dim:4000_source:cawiki}} · [[Categoria:Wetlands of the Land of Valencia]] |
| Desembocadura del riu Xeraco                | LIC Marjal de la Safor, LIC Dunes de la Safor, ZEPA Mondúber - Marjal de la Safor | Ambients fluvials i litorals associats           | 62,62         | Xeraco i Gandia 39° 02′ 21″ N, 0° 11′ 43″ O / 39.0392°N,0.1954°O                                                                              | CZHCV-20 | {{ca\|Zona humida de la desembocadura del riu Xeraco (Safor)}} · {{WLE-AD-ES\|CZHCV-20}} · {{Object location dec\|39.0392\|-0.1954\|region:ES-VC_type:waterbody_dim:2200_source:cawiki}} · [[Categoria:Wetlands of the Land of Valencia]]                 |
| Desembocadura del riu Bullent               | LIC Dunes de la Safor                                                             | Ambients fluvials i litorals associats           | 22,33         | Oliva 38° 53′ 58″ N, 0° 04′ 11″ O / 38.89942°N,0.06967°O                                                                                      | CZHCV-21 | {{ca\|Zona humida de la desembocadura del riu Bullent (Oliva)}} · {{WLE-AD-ES\|CZHCV-21}} · {{Object location dec\|38.89942\|-0.06967\|region:ES-VC_type:waterbody_dim:1700_source:cawiki}} · [[Categoria:Wetlands of the Land of Valencia]]              |
| El Barchell                                 | LIC Alt Túria, ZEPA Alt Túria i Serra del Negrete                                 | Brollador                                        | 4,57          | Xelva 39° 42′ 50″ N, 1° 04′ 51″ O / 39.7139°N,1.0807°O                                                                                        | CZHCV-26 | {{ca\|El Barchell (Xelva)}} · {{WLE-AD-ES\|CZHCV-26}} · {{Object location dec\|39.7139\|-1.0807\|region:ES-VC_type:waterbody_dim:500_source:cawiki}} · [[Categoria:Wetlands of the Land of Valencia]]                                                     |
| Naixement del riu Verd                      | Paratge natural municipal i LIC Ullals del Riu Verd                               | Brollador                                        | 3,49          | Benimodo, Massalavés 39° 08′ 47″ N, 0° 31′ 59″ O / 39.14645°N,0.53293°O                                                                       | CZHCV-27 | {{ca\|Zona humida del Naixement del riu Verd (Ribera Alta)}} · {{WLE-AD-ES\|CZHCV-27}} · {{Object location dec\|39.14645\|-0.53293\|region:ES-VC_type:waterbody_dim:380_source:cawiki}} · [[Categoria:Wetlands of the Land of Valencia]]                  |
| Ullal de l'Estany del Duc                   | ZEPA Montdúver - Marjal de la Safor                                               | Brollador                                        | 15,54         | Gandia 38° 59′ 32″ N, 0° 10′ 44″ O / 38.9922°N,0.1789°O                                                                                       | CZHCV-28 | {{ca\|Zona humida de l'Ullal de l'Estany del Duc (Gandia)}} · {{WLE-AD-ES\|CZHCV-28}} · {{Object location dec\|38.9922\|-0.1789\|region:ES-VC_type:waterbody_dim:500_source:cawiki}} · [[Categoria:Wetlands of the Land of Valencia]]                     |
| Font dels Sants                             |                                                                                   | Brollador                                        | 37,13         | L'Alcúdia de Crespins, Canals 38° 58′ 43″ N, 0° 35′ 24″ O / 38.97863°N,0.59011°O                                                              | CZHCV-29 | {{ca\|Zona humida de la Font dels Sants (Costera)}} · {{WLE-AD-ES\|CZHCV-29}} · {{Object location dec\|38.97863\|-0.59011\|region:ES-VC_type:waterbody_dim:3200_source:cawiki}} · [[Categoria:Wetlands of the Land of Valencia]]                          |
| Lavajos de Sinarques                        | LIC, ZEPA Alt Túria i Serra del Negrete                                           | Llacunes i aiguamolls d'interior                 | 24,38         | Sinarques 39° 45′ 24″ N, 1° 14′ 24″ O / 39.7567°N,1.2399°O                                                                                    | CZHCV-33 | {{ca\|Lavajos de Sinarques}} · {{WLE-AD-ES\|CZHCV-33}} · {{Object location dec\|39.7567\|-1.2399\|region:ES-VC_type:waterbody_dim:1300_source:cawiki}} · [[Categoria:Wetlands of the Land of Valencia]]                                                   |
| Llacuna de San Benito                       | LIC Serra del Mugrón, ZEPA Meca - Mugrón - San Benito                             | Llacunes i aiguamolls d'interior                 | 225,04        | Aiora 38° 56′ 06″ N, 1° 06′ 29″ O / 38.935°N,1.108°O                                                                                          | CZHCV-34 | {{ca\|Llacuna de San Benito (Aiora)}} · {{WLE-AD-ES\|CZHCV-34}} · {{Object location dec\|38.935\|-1.108\|region:ES-VC_type:waterbody_dim:2400_source:cawiki}} · [[Categoria:Wetlands of the Land of Valencia]]                                            |
| Embassament d'Embarcaderos                  | LIC Vall d'Aiora i Serra del Boquerón, ZEPA Serra de Martés - Muela de Cortes     | Embassament de fluctuació escassa                | 385,05        | Cofrents 39° 14′ 02″ N, 1° 03′ 27″ O / 39.2338°N,1.0574°O                                                                                     | CZHCV-42 | {{ca\|Embassament d'Embarcaderos (Cofrents)}} · {{WLE-AD-ES\|CZHCV-42}} · {{Object location dec\|39.2338\|-1.0574\|region:ES-VC_type:waterbody_dim:4700_source:cawiki}} · [[Categoria:Wetlands of the Land of Valencia]]                                  |
| Embassament de la Vallesa                   | Par natural Túria                                                                 | Embassament de fluctuació escassa                | 6,2           | Paterna, Riba-roja de Túria 39° 31′ 53″ N, 0° 31′ 00″ O / 39.5315°N,0.5167°O                                                                  | CZHCV-43 | {{ca\|Embassament de la Vallesa (Paterna, Riba-roja de Túria)}} · {{WLE-AD-ES\|CZHCV-43}} · {{Object location dec\|39.5315\|-0.5167\|region:ES-VC_type:waterbody_dim:600_source:cawiki}} · [[Categoria:Wetlands of the Land of Valencia]]                 |
| Embassament del Bosquet de Moixent          | Bé d'interés cultural                                                             | Embassament de fluctuació escassa                | 4,16          | Moixent 38° 51′ 24″ N, 0° 44′ 33″ O / 38.8568°N,0.7426°O                                                                                      | CZHCV-44 | {{ca\|Embassament del Bosquet de Moixent}} · {{WLE-AD-ES\|CZHCV-44}} · {{Object location dec\|38.8568\|-0.7426\|region:ES-VC_type:waterbody_dim:420_source:cawiki}} · [[Categoria:Embalse del Bosquet]]                                                   |

## Província d'Alacant
| Nom                                                  | Protecció                                                      | Tipus                                            | Extensió (ha) | Localització                                                                                    | Codi     | Imatge |
| ---------------------------------------------------- | -------------------------------------------------------------- | ------------------------------------------------ | ------------- | ----------------------------------------------------------------------------------------------- | -------- | --- |
| Parc Natural de la Marjal de Pego-Oliva              | RAMSAR, parc natural, LIC, ZEPA                                | Albuferes, marjals litorals i ambients associats | 1.254,99      | Pego i Oliva 38° 52′ 16″ N, 0° 03′ 50″ O / 38.871°N,0.064°O                                     | CZHCV-10 | {{ca\|Parc Natural de la Marjal de Pego-Oliva}} · {{WLE-AD-ES\|CZHCV-10}} · {{Object location dec\|38.871\|-0.064\|region:ES-VC_type:waterbody_dim:6000_source:cawiki}} · [[Categoria:Parque Natural del Marjal de Pego-Oliva]]                                           |
| Els Bassars-Clot de Galvany                          | LIC Illa de Tabarca, ZEPA Clot de Galvany                      | Albuferes, marjals litorals i ambients associats | 180           | Elx i Santa Pola 38° 14′ 48″ N, 0° 32′ 41″ O / 38.2466°N,0.5447°O                               | CZHCV-11 | {{ca\|Els Bassars-Clot de Galvany (Baix Vinalopó)}} · {{WLE-AD-ES\|CZHCV-11}} · {{Object location dec\|38.2466\|-0.5447\|region:ES-VC_type:waterbody_dim:3100_source:cawiki}} · [[Categoria:Clot de Galvany]]                                                             |
| Parc Natural del Fondo d'Elx                         | RAMSAR, parc natural, LIC, ZEPA                                | Albuferes, marjals litorals i ambients associats | 2.357,21      | Elx i Crevillent 38° 10′ 52″ N, 0° 45′ 00″ O / 38.181°N,0.750°O                                 | CZHCV-12 | {{ca\|Parc Natural del Fondo d'Elx}} · {{WLE-AD-ES\|CZHCV-12}} · {{Object location dec\|38.181\|-0.750\|region:ES-VC_type:waterbody_dim:8300_source:cawiki}} · [[Categoria:Natural Park of El Fondo]]                                                                     |
| Els Carrissars d'Elx                                 |                                                                | Albuferes, marjals litorals i ambients associats | 1.331,08      | Elx i Sant Fulgenci 38° 09′ 37″ N, 0° 42′ 28″ O / 38.1604°N,0.7079°O                            | CZHCV-13 | {{ca\|Els Carrissars d'Elx}} · {{WLE-AD-ES\|CZHCV-13}} · {{Object location dec\|38.1604\|-0.7079\|region:ES-VC_type:waterbody_dim:7000_source:cawiki}} · [[Categoria:Wetlands of the Land of Valencia]]                                                                   |
| El Fondo d'Amorós                                    |                                                                | Albuferes, marjals litorals i ambients associats | 227,22        | Sant Fulgenci 38° 07′ 52″ N, 0° 42′ 32″ O / 38.131°N,0.709°O                                    | CZHCV-14 | {{ca\|El Fondo d'Amorós (Sant Fulgenci)}} · {{WLE-AD-ES\|CZHCV-14}} · {{Object location dec\|38.131\|-0.709\|region:ES-VC_type:waterbody_dim:2800_source:cawiki}} · [[Categoria:Wetlands of the Land of Valencia]]                                                        |
| Desembocadura i front litoral del riu Racons         | LIC Dunes de la Safor                                          | Ambients fluvials i litorals associats           | 276,86        | Oliva, Dénia i el Verger (Safor, Marina Alta) 38° 52′ 06″ N, 0° 01′ 44″ O / 38.8683°N,0.0289°O  | CZHCV-22 | {{ca\|Zona humida de la desembocadura i front litoral del riu Racons}} · {{WLE-AD-ES\|CZHCV-22}} · {{Object location dec\|38.8683\|-0.0289\|region:ES-VC_type:waterbody_dim:4600_source:cawiki}} · [[Categoria:Wetlands of the Land of Valencia]]                         |
| Desembocadura del riu de l'Algar                     |                                                                | Ambients fluvials i litorals associats           | 61,07         | Altea 38° 37′ 04″ N, 0° 03′ 15″ O / 38.6177°N,0.0542°O                                          | CZHCV-23 | {{ca\|Zona humida de la desembocadura del riu de l'Algar (Altea)}} · {{WLE-AD-ES\|CZHCV-23}} · {{Object location dec\|38.6177\|-0.0542\|region:ES-VC_type:waterbody_dim:3500_source:cawiki}} · [[Categoria:Mouth of Algar River]]                                         |
| Desembocadura i front litoral del Segura             | LIC Dunes de Guardamar                                         | Ambients fluvials i litorals associats           | 886,36        | Sant Fulgenci, Guardamar del Segura 38° 06′ 44″ N, 0° 39′ 24″ O / 38.1121°N,0.6568°O            | CZHCV-24 | {{ca\|Zona humida de la desembocadura i front litoral del Segura}} · {{WLE-AD-ES\|CZHCV-24}} · {{Object location dec\|38.1121\|-0.6568\|region:ES-VC_type:waterbody_dim:7000_source:cawiki}} · [[Categoria:Mouth of Segura]]                                              |
| Meandres abandonats del riu Segura                   |                                                                | Ambients fluvials i litorals associats           | 9,1           | Oriola, Xacarella, Algorfa 38° 04′ 14″ N, 0° 52′ 16″ O / 38.07047°N,0.87119°O                   | CZHCV-25 | {{ca\|Meandres abandonats del riu Segura}} · {{WLE-AD-ES\|CZHCV-25}} · {{Object location dec\|38.07047\|-0.87119\|region:ES-VC_type:waterbody_dim:11000_source:cawiki}} · [[Categoria:Wetlands of the Land of Valencia]]                                                  |
| Fonts de l'Algar                                     | LIC Serres de Bèrnia i el Ferrer, ZEPA Muntanyes de la Marina  | Brolladors                                       | 21,1          | Callosa d'en Sarrià, Bolulla 38° 39′ 37″ N, 0° 05′ 44″ O / 38.6603°N,0.0956°O                   | CZHCV-30 | {{ca\|Zona humida de les Fonts de l'Algar (Marina Baixa)}} · {{WLE-AD-ES\|CZHCV-30}} · {{Object location dec\|38.6603\|-0.0956\|region:ES-VC_type:waterbody_dim:1150_source:cawiki}} · [[Categoria:Fonts de l'Algar]]                                                     |
| Llacuna i Salers de Villena                          | LIC Salero i Cabecicos de Villena                              | Llacunes i aiguamolls d'interior                 | 717,96        | Villena 38° 37′ 59″ N, 0° 55′ 19″ O / 38.633°N,0.922°O                                          | CZHCV-35 | {{ca\|Llacuna i Salers de Villena}} · {{WLE-AD-ES\|CZHCV-35}} · {{Object location dec\|38.633\|-0.922\|region:ES-VC_type:waterbody_dim:5400_source:cawiki}} · [[Categoria:Wetlands of the Land of Valencia]]                                                              |
| Llacuna de Salines                                   | LIC                                                            | Llacunes i aiguamolls d'interior                 | 284,17        | Salines 38° 30′ 14″ N, 0° 53′ 17″ O / 38.504°N,0.888°O                                          | CZHCV-36 | {{ca\|Llacuna de Salines}} · {{WLE-AD-ES\|CZHCV-36}} · {{Object location dec\|38.504\|-0.888\|region:ES-VC_type:waterbody_dim:3000_source:cawiki}} · [[Categoria:Wetlands of the Land of Valencia]]                                                                       |
| Salines de Calp                                      | Microreserva de flora                                          | Saladars litorals                                | 40,79         | Calp 38° 38′ 45″ N, 0° 04′ 02″ E / 38.6458°N,0.0673°E                                           | CZHCV-37 | {{ca\|Salines de Calp}} · {{WLE-AD-ES\|CZHCV-37}} · {{Object location dec\|38.6458\|0.0673\|region:ES-VC_type:waterbody_dim:1050_source:cawiki}} · [[Categoria:Salines de Calp]]                                                                                          |
| Saladar d'Aigua Amarga                               |                                                                | Saladars litorals                                | 208,04        | Alacant, Elx 38° 17′ 17″ N, 0° 31′ 41″ O / 38.288°N,0.528°O                                     | CZHCV-38 | {{ca\|Saladar d'Aigua Amarga (Alacant, Elx)}} · {{WLE-AD-ES\|CZHCV-38}} · {{Object location dec\|38.288\|-0.528\|region:ES-VC_type:waterbody_dim:2300_source:cawiki}} · [[Categoria:Wetlands of the Land of Valencia]]                                                    |
| Parc Natural de les Salines de Santa Pola            | RAMSAR, parc natural, LIC, ZEPA                                | Saladars litorals                                | 2.491,98      | Santa Pola, Elx 38° 11′ 10″ N, 0° 37′ 16″ O / 38.186°N,0.621°O                                  | CZHCV-39 | {{ca\|Parc Natural de les Salines de Santa Pola}} · {{WLE-AD-ES\|CZHCV-39}} · {{Object location dec\|38.186\|-0.621\|region:ES-VC_type:waterbody_dim:9000_source:cawiki}} · [[Categoria:Parque Natural de las Salinas de Santa Pola]]                                     |
| Parc Natural de les Llacunes de La Mata i Torrevella | RAMSAR, parc natural, LIC, ZEPA                                | Saladars litorals                                | 3.743,06      | Torrevella, Guardamar del Segura, Los Montesinos 38° 00′ 47″ N, 0° 43′ 01″ O / 38.013°N,0.717°O | CZHCV-40 | {{ca\|Parc Natural de les Llacunes de La Mata i Torrevella (Baix Segura)}} · {{WLE-AD-ES\|CZHCV-40}} · {{Object location dec\|38.013\|-0.717\|region:ES-VC_type:waterbody_dim:12000_source:cawiki}} · [[Categoria:Parque Natural de las Lagunas de La Mata y Torrevieja]] |
| Embassament de Relleu                                |                                                                | Embassament de fluctuació escassa                | 7,46          | Relleu 38° 33′ 54″ N, 0° 17′ 26″ O / 38.56494°N,0.29046°O                                       | CZHCV-45 | {{ca\|Embassament de Relleu}} · {{WLE-AD-ES\|CZHCV-45}} · {{Object location dec\|38.56494\|-0.29046\|region:ES-VC_type:waterbody_dim:540_source:cawiki}} · [[Categoria:Wetlands of the Land of Valencia]]                                                                 |
| Embassament de Tibi                                  | Bé d'interés cultural, ZEPA Riu Montnegre                      | Embassament de fluctuació escassa                | 23,41         | Tibi Riu Montnegre 38° 30′ 07″ N, 0° 33′ 55″ O / 38.50203°N,0.56532°O                           | CZHCV-46 | {{ca\|Embassament de Tibi}} · {{WLE-AD-ES\|CZHCV-46}} · {{Object location dec\|38.50203\|-0.56532\|region:ES-VC_type:waterbody_dim:750_source:cawiki}} · [[Categoria:Embalse de Tibi]]                                                                                    |
| Embassament d'Elda                                   |                                                                | Embassament de fluctuació escassa                | 49,55         | Elda i Petrer 38° 29′ 57″ N, 0° 48′ 00″ O / 38.4992°N,0.8001°O                                  | CZHCV-47 | {{ca\|Embassament d'Elda}} · {{WLE-AD-ES\|CZHCV-47}} · {{Object location dec\|38.4992\|-0.8001\|region:ES-VC_type:waterbody_dim:2250_source:cawiki}} · [[Categoria:Wetlands of the Land of Valencia]]                                                                     |
| Embassament d'Elx                                    | Bé d'interés cultural, Paratge natural municipal Los Algezares | Embassament de fluctuació escassa                | 84,38         | Elx i Asp Riu Vinalopó 38° 19′ 28″ N, 0° 43′ 32″ O / 38.3244°N,0.7256°O                         | CZHCV-48 | {{ca\|Embassament d'Elx}} · {{WLE-AD-ES\|CZHCV-48}} · {{Object location dec\|38.3244\|-0.7256\|region:ES-VC_type:waterbody_dim:3800_source:cawiki}} · [[Categoria:Elche Dam]]                                                                                             |